# Powiat Ortenau
Powiat Ortenau (niem. Ortenaukreis) – powiat w Niemczech, w  kraju związkowym Badenia-Wirtembergia, w rejencji Fryburg, w regionie Südlicher Oberrhein. Stolicą powiatu jest miasto Offenburg.

## Podział administracyjny
W skład powiatu Ortenau wchodzi:
- 16 gmin miejskich (Stadt)
- 35 gmin wiejskich (Gemeinde)
- jeden obszar wolny administracyjnie (gemeindefreies Gebiet)
- dwanaście wspólnot administracyjnych (Vereinbarte Verwaltungsgemeinschaft)
- dwa związki gmin (Gemeindeverwaltungsverband)

Miasta:
| Lp. | Nazwa miasta         | Ludność (31.12.2010) | Powierzchnia km² |
| --- | -------------------- | -------------------- | ---------------- |
| 1   | Achern               | 25.014               | 65,24            |
| 2   | Ettenheim            | 12.244               | 48,90            |
| 3   | Gengenbach           | 11.023               | 61,91            |
| 4   | Haslach im Kinzigtal | 6.979                | 18,71            |
| 5   | Hausach              | 5.870                | 36,07            |
| 6   | Hornberg             | 4.294                | 54,45            |
| 7   | Kehl                 | 34.789               | 75,06            |
| 8   | Lahr/Schwarzwald     | 43.827               | 69,79            |
| 9   | Mahlberg             | 4.703                | 16,59            |
| 10  | Oberkirch            | 19.961               | 69,14            |
| 11  | Offenburg            | 59.215               | 78,39            |
| 12  | Oppenau              | 4.850                | 73,04            |
| 13  | Renchen              | 7.345                | 32,08            |
| 14  | Rheinau              | 11.277               | 73,43            |
| 15  | Wolfach              | 5.825                | 67,99            |
| 16  | Zell am Harmersbach  | 8.063                | 36,43            |

Gminy wiejskie:
| Lp. | Nazwa gminy               | Ludność (31.12.2010) | Powierzchnia km² |
| --- | ------------------------- | -------------------- | ---------------- |
| 1   | Appenweier                | 9.802                | 38,03            |
| 2   | Bad Peterstal-Griesbach   | 2.698                | 41,24            |
| 3   | Berghaupten               | 2.415                | 9,70             |
| 4   | Biberach                  | 3.365                | 22,39            |
| 5   | Durbach                   | 3.814                | 26,33            |
| 6   | Fischerbach               | 1.741                | 20,30            |
| 7   | Friesenheim               | 12.741               | 46,60            |
| 8   | Gutach (Schwarzwaldbahn)  | 2.178                | 31,74            |
| 9   | Hofstetten                | 1.703                | 18,15            |
| 10  | Hohberg                   | 7.835                | 28,94            |
| 11  | Kappel-Grafenhausen       | 4.808                | 25,72            |
| 12  | Kappelrodeck              | 5.783                | 17,93            |
| 13  | Kippenheim                | 5.167                | 20,83            |
| 14  | Lauf                      | 3.818                | 15,01            |
| 15  | Lautenbach                | 1.864                | 21,55            |
| 16  | Meißenheim                | 3.731                | 21,33            |
| 17  | Mühlenbach                | 1.668                | 31,22            |
| 18  | Neuried                   | 9.449                | 57,85            |
| 19  | Nordrach                  | 1.974                | 37,75            |
| 20  | Oberharmersbach           | 2.501                | 40,92            |
| 21  | Oberwolfach               | 2.729                | 51,27            |
| 22  | Ohlsbach                  | 3.231                | 11,14            |
| 23  | Ortenberg                 | 3.349                | 5,66             |
| 24  | Ottenhöfen im Schwarzwald | 3.271                | 25,26            |
| 25  | Ringsheim                 | 2.221                | 11,31            |
| 26  | Rust                      | 3.736                | 13,27            |
| 27  | Sasbach                   | 5.446                | 16,74            |
| 28  | Sasbachwalden             | 2.439                | 18,13            |
| 29  | Schuttertal               | 3.228                | 50,28            |
| 30  | Schutterwald              | 7.173                | 21,03            |
| 31  | Schwanau                  | 6.846                | 38,33            |
| 32  | Seebach                   | 1.448                | 19,05            |
| 33  | Seelbach                  | 5.026                | 29,90            |
| 34  | Steinach                  | 3.940                | 33,33            |
| 35  | Willstätt                 | 9.096                | 55,26            |

Obszary wolne administracyjnie:
| Lp. | Nazwa obszaru wolnego administracyjnie | Ludność (31.12.2010) | Powierzchnia km² |
| --- | -------------------------------------- | -------------------- | ---------------- |
| 1   | Rheinau                                | teren niezamieszkany | 9,98             |

Wspólnoty administracyjne:
| Lp. | Nazwa wspólnoty administracyjnej | Ludność (31.12.2010) | Powierzchnia km² | Liczba gmin |
| --- | -------------------------------- | -------------------- | ---------------- | ----------- |
| 1   | Achern                           | 36.717               | 115,12           | 4           |
| 2   | Ettenheim                        | 27.712               | 115,79           | 5           |
| 3   | Gengenbach                       | 16.669               | 82,75            | 3           |
| 4   | Haslach im Kinzigtal             | 16.031               | 121,71           | 5           |
| 5   | Hausach                          | 8.048                | 67,81            | 2           |
| 6   | Lahr/Schwarzwald                 | 48.994               | 90,65            | 2           |
| 7   | Oberkirch                        | 29.170               | 122,77           | 3           |
| 8   | Offenburg                        | 81.386               | 160,35           | 5           |
| 9   | Seelbach                         | 8.254                | 80,18            | 2           |
| 10  | Schwanau                         | 10.577               | 59,66            | 2           |
| 11  | Wolfach                          | 8.554                | 119,26           | 2           |
| 12  | Zell am Harmersbach              | 15.903               | 137,49           | 4           |

Związki gmin:
| Lp. | Nazwa związku gmin | Ludność (31.12.2010) | Powierzchnia km² | Liczba gmin |
| --- | ------------------ | -------------------- | ---------------- | ----------- |
| 1   | Kappelrodeck       | 10.502               | 62,24            | 3           |
| 2   | Oberes Renchtal    | 7.548                | 114,28           | 2           |